# Életképek (televíziós sorozat)
Az Életképek egy 2004 és 2009 között forgatott magyar teleregény. Forgatókönyvírója és rendezője Horváth Ádám, míg az operatőre Szalai András volt.

## Szereplők

### Főszereplők
| Név                                  | Megszemélyesítő   | Megjelenés    | Szerep                                                               |
| Kosári Család                        | Kosári Család     | Kosári Család | Kosári Család                                                        |
| ------------------------------------ | ----------------- | ------------- | -------------------------------------------------------------------- |
| Kosári Éva                           | Hegyi Barbara     | 2004-2009     | angol- és franciatanár, Tibor (ex)felesége                           |
| Dr. Kosári Tibor                     | Gáti Oszkár       | 2004-2009     | fogorvos                                                             |
| Kosári Magdi                         | Nemcsók Nóra      | 2004-2009     | Éva és Tibor nagyobbik lánya                                         |
| Kosári Ildikó                        | Herrer Sára       | 2004-2009     | Éva és Tibor kisebbik lánya                                          |
| Kosári Katinka                       | Kováts Adél       | 2004-2009     | főszerkesztő-újságíró, Tibor féltestvére (húga).                     |
| Békei Viola                          | Vári Éva          | 2004-2009     | Tibor nevelőanyja, valamint Katinka édesanyja                        |
| Dr. Szalvay László                   | Szacsvay László   | 2004-2009     | ügyvéd, professzor, Éva nagybátyja                                   |
| Nagylaki család                      |                   |               |                                                                      |
| Nagylaki János                       | Kulka János       | 2004-2009     | szabadúszó újságíró                                                  |
| Nagylaki Gábor                       | Galán Géza J.     | 2004-2009     | János fia                                                            |
| További főszereplők                  |                   |               |                                                                      |
| Dr. Csűri Karolina (Karcsi doktornő) | Csűrös Karola     | 2004-2009     | fogorvos                                                             |
| Hertelendi Judit                     | Schell Judit      | 2004-2009     | asszisztens Tibor és Karcsi rendelőjében, Tibor élettársa            |
| Garai Dezső                          | Garas Dezső       | 2004-2009     | színházi rendező                                                     |
| Bátonyi Zoltán                       | Rátóti Zoltán     | 2005-2009     | gitárművész, Katinka udvarlója                                       |
| További szereplők                    |                   |               |                                                                      |
| Linda                                | Nagy Linda        | 2009          | Katinka titkárnője                                                   |
| Robi                                 | Józan László      | 2009          | fotóriporter, biciklis futár                                         |
| Gabi                                 | Szuchy Zsuzsa     | 2009          | Berkó második bébiszittere                                           |
| Nyári Béla                           | Fesztbaum Béla    | 2009          | humorista, újságíró                                                  |
| Balogh Eszter                        | Balla Eszter      | 2009          | reklámmenedzser                                                      |
| Végh Krisztina                       | Goztola Krisztina | 2009          | ügyvédbojtár                                                         |
| Dr. Solti Márton "Marci"             | Schmied Zoltán    | 2008-2009     | gyermekorvos, Judit volt osztálytársa                                |
| Szamosi Péter                        | Kocsis Gergely    | 2008-2009     | újságíró Katinka szerkesztőségében                                   |
| Iskolaigazgató                       | Vallai Péter      | 2008-2009     | Éva főnöke                                                           |
| Gallai Ági                           | Galán Angéla      | 2008-2009     | Katinka titkárnője                                                   |
| Feri                                 | Vincze Márton     | 2008-2009     | Berkó bébiszittere                                                   |
| Zsolt                                | Gulyás Attila     | 2008          | Gábor haverja                                                        |
| Zseri                                | Naszlady Éva      | 2007-2009     | fogorvosasszisztens                                                  |
| Gergő                                | Varju Kálmán      | 2007-2008     | Programozó, rendszergazda Katinkáéknál, Magdi volt barátja és tanára |
| Miklós                               | Pavletits Béla    | 2007          | Magdi részeges volt barátja és tanára                                |
| Róbert                               | Endrédi Máté      | 2007          | Kovács Krisztina szeretője                                           |
| Kovács Krisztina                     | Nagy Alexandra    | 2006-2007     | Gábor volt barátnője                                                 |
| István                               | Halasi Dániel     | 2005-2007     | Ildikó volt barátja                                                  |
| Bátonyi Emese                        | Bognár Anna       | 2005-2006     | Zoltán unokahúga                                                     |
| Bence                                | Widder Kristóf    | 2005          | Ildikó volt barátja                                                  |
| Péter                                | Vereckei Zsolt    | 2004          | Ildikó volt barátja                                                  |
| Orvos                                | Lőte Attila       | 2004          | Éva orvosa                                                           |
| Háztulajdonos                        | Hacser Józsa      | 2004          | Tibor és Judit házának korábbi tulajdonosa                           |
| Ügyvéd                               | Debreczeny Csaba  | 2004          |                                                                      |
| Szilvia                              |                   | 2004-2008     | Laci korábbi titkárnője, akiről csak beszéltek                       |
| Mátó                                 |                   | 2007          | Karcsi állítólagos unokája                                           |
| Berkó                                |                   | 2008-2009     | Tibor és Judit fia                                                   |
| Báró                                 | Báró              | 2004-2009     | Laci magyar vizsla kutyája                                           |

## Epizódok
1. A Kosári családnál látszólag teljes a nyugalom. Tibort azonban új szerelme, Judit válaszút elé állítja: ha nem mondja meg a feleségének, hogy eljön otthonról, vége a kapcsolatuknak. A lányok és Éva semmit sem sejtenek az egészről. Magdi felfigyel Gáborra, akivel egyre többet van együtt. János elmeséli Violának, milyen nehéz a felesége nélkül. Tibor azt mondja, Dániába kell utaznia, miközben kedvesével találkozik, azonban majdnem elárulja magát egy óvatlan pillanatban.
2. Tibor már készülődik a konferenciára, az útlevél keresése közben megtalál egy levelet. Éva tette oda. Kérdőre vonja férjét, aki emiatt felháborodik. A nagymama megérkezik, és fültanúja lesz ennek a veszekedésnek. Miután Éva elmegy, Tibor elmond mindent Violának. Jánost felkérik rovatvezetőnek, ő azonban a fia miatt ezt visszautasítja. Ildikó lázas lesz, így a doktor úr lemondja az utat...
3. Ildikó meggyógyult, és újra jár iskolába. Jánost a szerkesztőségben az újranősülésről faggatják. Eközben Tibor újra megpróbál elköltözni otthonról. Éva érzi, hogy baj van, de egy percig sem adja fel büszkeségét. Katalin rájön, hogy Viola esténként a főszerkesztő cikkeit gépeli, majd azt is megtudja: a bátyja félrelép. A fiatalok között elcsattan az első csók. Másnap, reggel miután a lányok elmentek, Tibor megpróbálja Évának elmondani.
4. Tibor elmondja a titkát. Éva közli vele, ha menni akar, hát menjen. Magdi és Gábor együtt vásárolnak. Hazaérve találkoznak Jánossal, aki elmeséli, hogy éppen házassági válságokról ír cikket. Ildikó elkezdi pótolni az iskolai dolgokat, közben megismerkedik Péterrel. Judit a főorvos-asszonytól próbál tanácsot kérni, nem sok sikerrel. Éva kiborul, Tibor viszont elutazik. Így az anyára hárul a feladat, hogy elmondjon mindent a lányoknak...
5. Éva elmondja a lányoknak, hogy elment az apjuk. Tibor egész úton a gyerekeiről beszél, ezzel kicsit elbizonytalanítva Juditot. Viola kezelésre megy Karolinához, ahol kiderül: a főorvos asszony asszisztense a fia új barátnője. Magdi elmondja Gábornak, mi történt otthon, miközben Éva majdnem karambolozik Jánossal. Tibor nem bírja tovább és felhívja a gyerekeket, akik nem akarnak vele beszélni. Tiborban az is felmerül, hogy haza kellene menni...
6. Éva, Viola és Katalin azon tanakodnak a konyhában, van-e értelme benyújtani a válókeresetet. Ildikó és Magdi elalvás előtt azon morfondíroznak: miért mehetett el az apjuk. Gábor tanácsot kér az apjától, mert szeretne segíteni Magdinak. Eközben Ausztriában Juditot felhívja titkos hódolója. Tibor kérdezősködni kezd. Éva nagybátyja, Laci Karolinával beszélget, azt tudakolva, vajon hogyan segíthet unokahúgán. Katalin felajánlja Jánosnak, írja meg a bátyja történetét. Ildikó találkozik az apjával, Laci pedig megvigasztalja Évát. Tibor vezetés közben rosszul lesz.
7. Tibort egy orvos barátja kórházba viszi, éppen csak, hogy nem kapott agyvérzést. Az orvos Évát hívja föl, hogy vigye be az ilyenkor szükséges holmikat. Éva a csomagot átadja Violának, aki a fia betegágyánál összefut Judittal. A lány hamarosan menekülőre fogja a dolgot, leendő anyósa ugyanis szinte ellenséges vele. Katinka továbbra is szeretné, ha János megírná a bátyja házasságának sztoriját, azt reméli, ettől talán észhez tér Tibor. János nem vállalja, de a fiától hallott történetet, amely egy fogorvos románcáról, ezért elhagyott szép, temperamentumos feleségről és két nagylányáról szól, leírja. Csak később derül ki, hogy ugyanarról a családról van szó. Éva megismerkedik Laci barátjával; Karcsi doktornővel, aki elmeséli neki, hogy az ő házassága is hasonló befejezést ért meg hajdanán...
8. A lányok újabb nehéz kérdést tesznek fel Évának: közeledik a nyár, mi lesz a megszokott nyaralással? Ki kivel – kikkel – és hova megy? Ha a szülők nem terveznek semmit, ők – a fiúkkal – lemennének négyesben a Balatonra. Éva meglepődik, és időt kér a válaszra. János Gábortól hallja a tervet, kínjában Katinkától kér tanácsot. Tibort váratlanul kiengedik a kórházból. Hazaugrik az új kocsi papírjaiért. Violával találkozik, az ő kérdései elől még el tud menekülni, de a kapu előtt Magdival fut össze: a találkozás öröme egy pillanat alatt szertefoszlik. Magdi, megtudva a látogatás valódi okát, kíméletlenül megmondja a véleményét. Éva egyedül Lacitól mer segítséget kérni, neki meri bevallani: lehet, hogy terhes...
9. Viola és Katinka aggódnak Tibor elintézetlen ügyei miatt, de a férfi is szeretné tisztázni a jelenlegi helyzetet családjával. Találkozót kér Évától és a lányoktól is. Tibor magyarázkodni szeretne volt feleségének, de az nem engedi, csupán a lányok ügyeit és az anyagi kérdéseket hajlandó megvitatni vele. A lányai sem sokkal kíméletesebbek hozzá, szemrehányást tesznek neki, és nem értik, hogy miért nem tér vissza hozzájuk. János odaadja a fiának a balatoni házukat, aki meghívja Magdit, Ildikót és annak udvarlóját egy kis nyaralásra. Éva viszi le a tóhoz a társaságot, de nem tudnak bejutni a házba, mert Gábor otthon felejtette a kulcsot. Épp amikor már Éva is átmászna a kerítésen, megjelenik János a kulccsal és egy újabb szócsata kezdődik kettőjük között. Végül mindketten visszarohannak Pestre, János dolgozni, Éva pedig nőgyógyászhoz siet...
10. Tibor és Judit találnak egy megfelelő lakást, ahol még a berendezés is egyezik az ízlésükkel. Viola elmeséli Évának a fia lakásvásárlási tervét, ami az asszonynak azért sem esik jól, mert az elfoglalt exférj a gyerekeivel sem foglalkozott ez idő alatt. Viola arról faggatja volt menyét, miért ment nőgyógyászhoz, de Éva kitérő válaszokat ad. Katinka megfeddi bátyját, amiért nem keresi a lányait, még mindig nem hajlandó tudomásul venni testvére döntését. Ráadásul Ildikót elhagyja a barátja, aki ezt különösen zokon veszi a családjában történtek után. János rengeteg levelet kap a szétbomló házasságról írt cikkének megjelenése óta, sokan küzdenek ugyanezzel a problémával, és úgy érzik, önmagukról olvastak az újság hasábjain. Tibor Lacit kéri fel a válás intézésére, amin a professzor először felháborodik, majd attól teszi függővé a választ, mi lett Éva nőgyógyászati vizsgálatának eredménye...

## Érdekességek
A 2009. december 16-án sugárzott 114. rész úgy végződik, hogy majd jön a következő rész. Az MTV anyagi források hiányában azonban nem rendelt újabb epizódokat. A sorozat rendező-írója Horváth Ádám felajánlotta, hogy ír egy lezárást, de elutasították azzal, hogy úgyis folytatják, ha lesz pénz. Viszont folytatásra nem került sor, így a sorozat lezáratlanul ért véget.
A sorozatban szereplő Báró nevű magyar vizsla a valóságban is Szacsvay László kutyája.
Mivel a sorozat forgatása részben az MTV Szabadság téri székházában játszódott, így a székház eladásakor a történet szerint is költözni kellett a szereplőknek.
Katinka lakásában több tárgy is gyermek jelenlétére utal (faliújságon gyerekrajzok, gyerektenyér rajza egy virágszirom formájú papíron, fénykép egy kislányról), noha a szerepe szerint gyermektelen. Az egyik részben egy gyerekszoba is látszik. A lakás jóval nagyobb, mint ahogy látszik.
Az epizódok elején Rondó Veneziano azonos című, 1980-ban megjelent szerzeménye, a végén Szakcsi Lakatos Béla Peace for Pastorius című száma hallható, 1988-ból.

## Forgatási helyszínek
Éváék háza: XI. ker. Haraszt u. 6. 
A ház sokkal nagyobb, mint ahogy a felvételeken látszik: nappali, 5 szoba, 2 fürdő, 3 erkély. Belül két lakásra oszlik. Ezért több más szereplő lakása is itt volt berendezve: 
- Judit és Tibor albérlete az emeleten (később Karcsi doktornő lakása átbútorozás után) Ugron Gábor utca felé néző erkéllyel.
- Karcsi későbbi rendelőjének a bejárata (hátsó oldal)
- Judit és Tibor ausztriai panziójának erkélye a valóságban szintén a házban volt.
- Viola lakásának mindig csak egy részlete látszik, ez is a házban van, az erkélykorlátról ismerhető fel.
Nagylakiék lakása: XI. ker. Ugron Gábor u. 62. A belső jelenetek azonban nem itt készültek.
Nagylakiék nyaralója: Balatonszepezd, Halász u. 43.
Viola háza: XI. ker. Sümegvár u. 27 (hordós postaláda). Az épületet 2017. nyarán elbontották. A belső felvételek zöme nem itt készült.
Tibor és Judit lakása: a valóságban Gáti Oszkár (Tibor) saját lakása
Kerthelyiséges cukrászda: Auguszt Pavilon Cukrászda XI. ker. Sasadi út 190.
Réteses: Normafa Rétes, XII. ker. Eötvös utca 50.
Bőrfotelos presszó: Szabadság tér, a régi MTV székház mellett.
Nőgyógyászat, Magdi informatikai iskolája: régi MTV székház folyosói
Szerkesztőség, ügyvédi iroda: régi (Szabadság téri) MTV székház irodái (majd később az új Kunigunda útjai tv-székház különféle vezetői szobái).
Utcai jelenetek nagy része: Szabadság tér és a környező utcák, valamint a Haraszt utca környéke.